# Fraser (motorfiets)
Fraser is een historisch merk van motorfietsen.
Het was een Engels merk met als constructeur Colin Tipping, die begin jaren tachtig trialmotoren construeerde met Honda-viertaktblokken.